# George Tenet
George John Tenet (* 5. ledna 1953 New York) je bývalý ředitel CIA. Tuto funkci zastával od prosince 1996 do července 2004.

## Život
Tenet se narodil v rodině emigrantů s řeckými kořeny. Vystudoval mezinárodní vztahy na Georgetownské a Kolumbijské univerzitě.
V letech 1988 až 1993 zastával funkci personálního ředitele senátního výboru pro zpravodajské služby. Poté pracoval v Radě národní bezpečnosti a od roku 1995 byl zástupcem ředitele CIA. Do funkce ředitele jej dosadil prezident Bill Clinton.
Z funkce oficiálně odcházel z osobních důvodů. Roli však mohlo hrát i špatné vyhodnocení zpravodajských informací a nedokonalá koordinace tajných služeb před 11. zářím 2001, což Tenet v minulosti připustil. Byl také kritizován za chyby tajné služby v souvislosti s válkou v Iráku. Ve funkci ho vystřídal Porter Goss.